# كيم جونغ سوك
كيم جونغ سوك (ولدت في 15 نوفمبر 1954) مغنية كلاسيكية كورية جنوبية، السيدة الأولى الحالية لجمهورية كوريا وزوجة مون جاي إن الرئيس الثاني عشر لكوريا الجنوبية.

## السيرة الذاتية

### النشأة والتعليم
ولدت كيم لعائلة تعمل في إدارة متجر في سوق جوان جانج في سيول، قبل أن تنتقل معهما لاحقا إلى جزيرة غانغهوا لتلتحق بمدرسة سوكميونج للبنات المتوسطة والثانوية إحدى المدارس النسائية المرموقة في البلاد
حصلت كيم على درجة البكالوريوس في الموسيقى الصوتية من جامعة كيونغ هي كما كانت عضوة في جوقة سيول متروبوليتان في الفترة ما بين عامي 1978 و 1982.

### الحياة الشخصية
نظرا لشخصية كيم المرحة حصلت على لقب «جولي ليدي» والذي حظى بشعبية كبيرة خلال الحملة الرئاسية في عام 2017.
التقت كيم بزوجها، مون جاي إن، خلال فترة دراستها الجامعية في جامعة كيونغ هي. توطدت العلاقة بينهما بعد اعتنائها به بعد تعرضه لغاز مسيل للدموع خلال احتجاج ضد باك تشونغ هي.
تقدم مون للزواج من كيم أثناء دراسته في معهد البحوث والتدريب القضائي بطريقة لم يسمع بها من قبل في كوريا الجنوبية. تزوج الثنائي قي عام 1981.
أصبحت كيم السيدة الأولى لجمهورية كوريا في حفل تنصيب زوجها كرئيس في 10 مايو 2017.

## التكريم

### التكريم الأجنبي
تم تكريم كيم أكثر من مرة على مجمل أعمالها من العديد من الدول الأجنبية مثل:
- النرويج: وسام الاستحقاق النرويجي في 12 يونيو 2019.[10]
- السويد: القائد الكبير للنقابة الملكية للنجم القطبي في 14 يونيو 2019.[11]

## وصلات خارجية
- السيدة الأولى في كوريا الجنوبية تتجول في مرافق كوريا الشمالية.
- زيارة كيم جونغ سوك للهند.

| ألقاب تشريفية                | ألقاب تشريفية                           | ألقاب تشريفية |
| ---------------------------- | --------------------------------------- | ------------- |
| سبقه شاغر سبقتها كيم يون أوك | السيدة الأولى لكوريا الجنوبية 2017–الأن | الحالي        |